# Hedwigia
Hedwigia là một chi rêu trong họ Hedwigiaceae.